# Gare d'Argenteuil-Grande-Ceinture
Pour les articles homonymes, voir Gare d'Argenteuil (homonymie).
La gare d'Argenteuil-Grande-Ceinture est une ancienne gare ferroviaire française de la ligne de la grande ceinture de Paris, située sur le territoire de la commune d'Argenteuil dans le département du Val-d'Oise en région Île-de-France.
Mise en service en 1881, elle est fermée en 1930.

## Situation ferroviaire
Établie à 43 mètres d'altitude, la gare d'Argenteuil-Grande-Ceinture se situe au point kilométrique (PK) 41,451 de la ligne de la grande ceinture de Paris, entre les gares de Sartrouville-Val Notre-Dame et d'Épinay-Grande-Ceinture.

## Histoire
Située sur la Grande ceinture, la gare d'Argenteuil-Grande-Ceinture ouvre aux voyageurs le 2 janvier 1882, lors de l'inauguration du service d'Achères à Noisy-le-Sec. Son bâtiment voyageurs a été construit en 1878 au pied de la colline d'Orgemont, à quelques mètres au nord de la gare d'Argenteuil.
Elle ferme le 15 mai 1939, quand cesse le trafic sur la section nord comprise entre Versailles-Chantiers et Juvisy via Argenteuil.

## Patrimoine ferroviaire
Le bâtiment voyageurs subsiste. Il s'agit d'un édifice semblable à celui de la gare de Massy - Palaiseau-Grande-Ceinture dont il se distingue par sa longueur légèrement inférieure. Plus grand que les gares établies habituellement sur la Grande ceinture et construit en moellons recouverts de crépi avec un soubassement en pierre meulière, il possède des pilastres et des entourages de baies décorés de chaînages faisant alterner la brique et la pierre de taille avec des bandeaux de brique sur la façade et une corniche à lambrequins. Du côté cour, une horloge, surmontée d'un fronton arrondi, surplombe la travée médiane.
Après la fermeture aux voyageurs, la marquise a été démolie et l'horloge déposée.

## Galerie de photographies

L'ancien bâtiment voyageurs en 2010
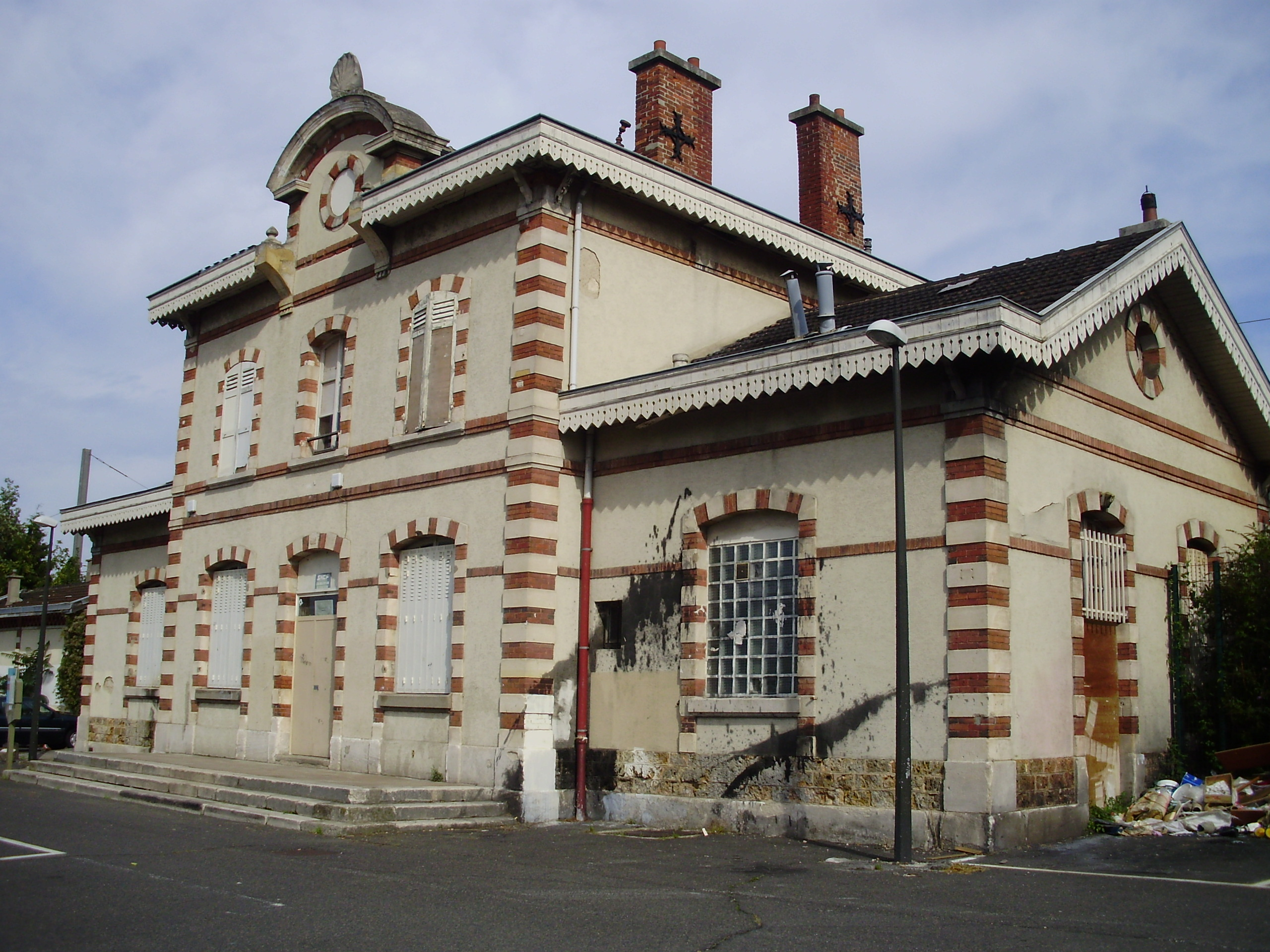
Côté rue.
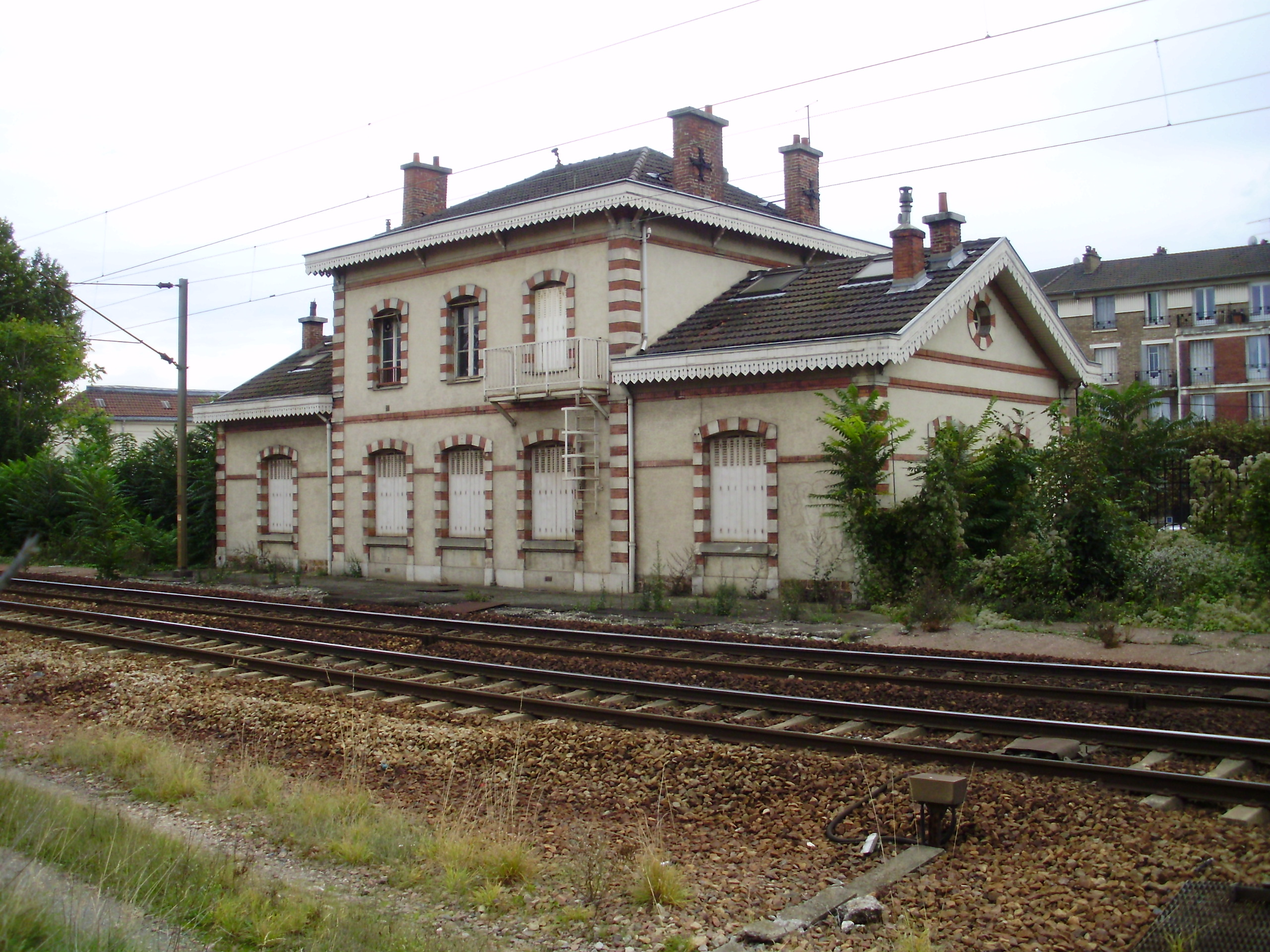
Côté voies.
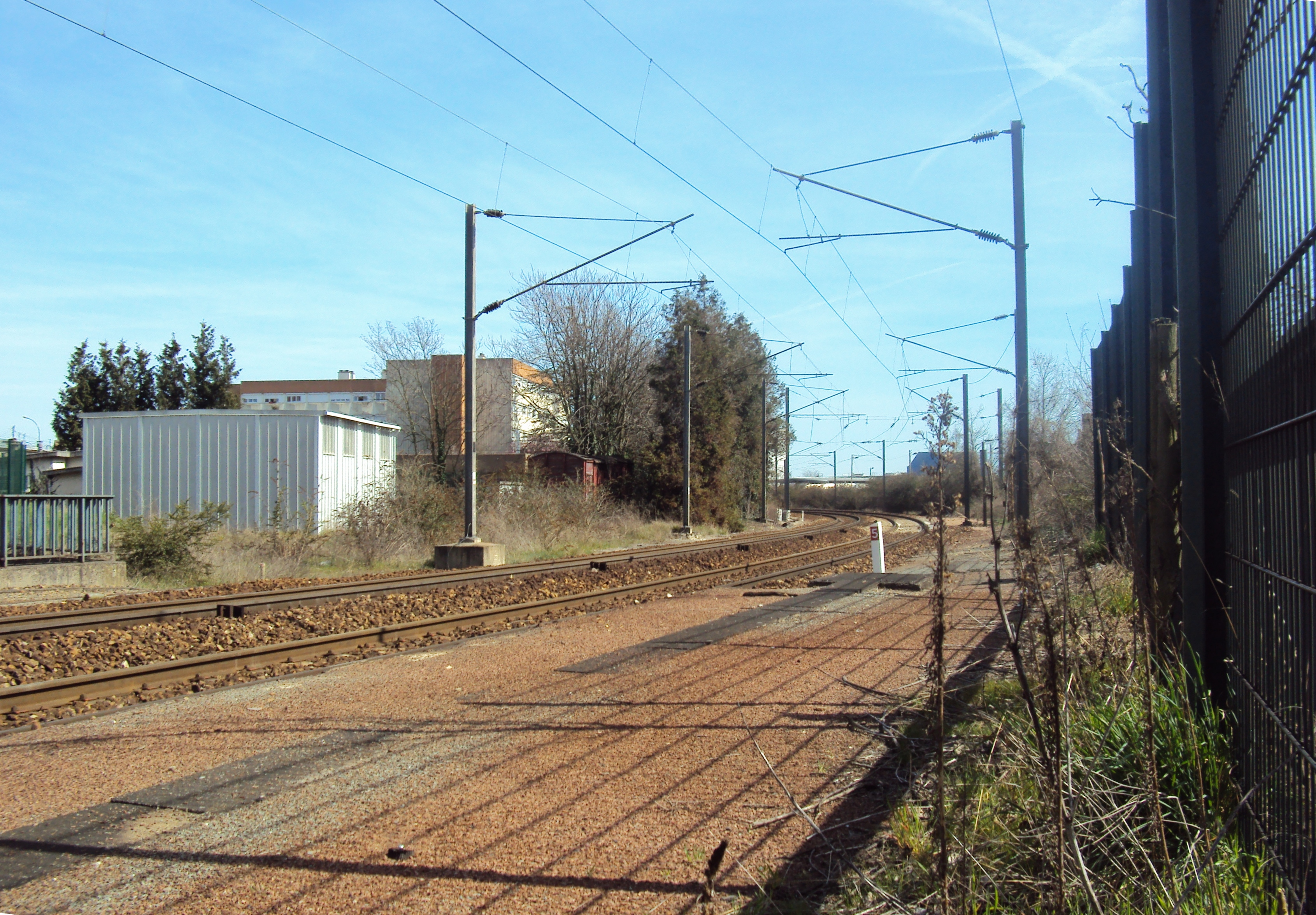
Les anciens quais.

L'ancien bâtiment voyageurs en 2020
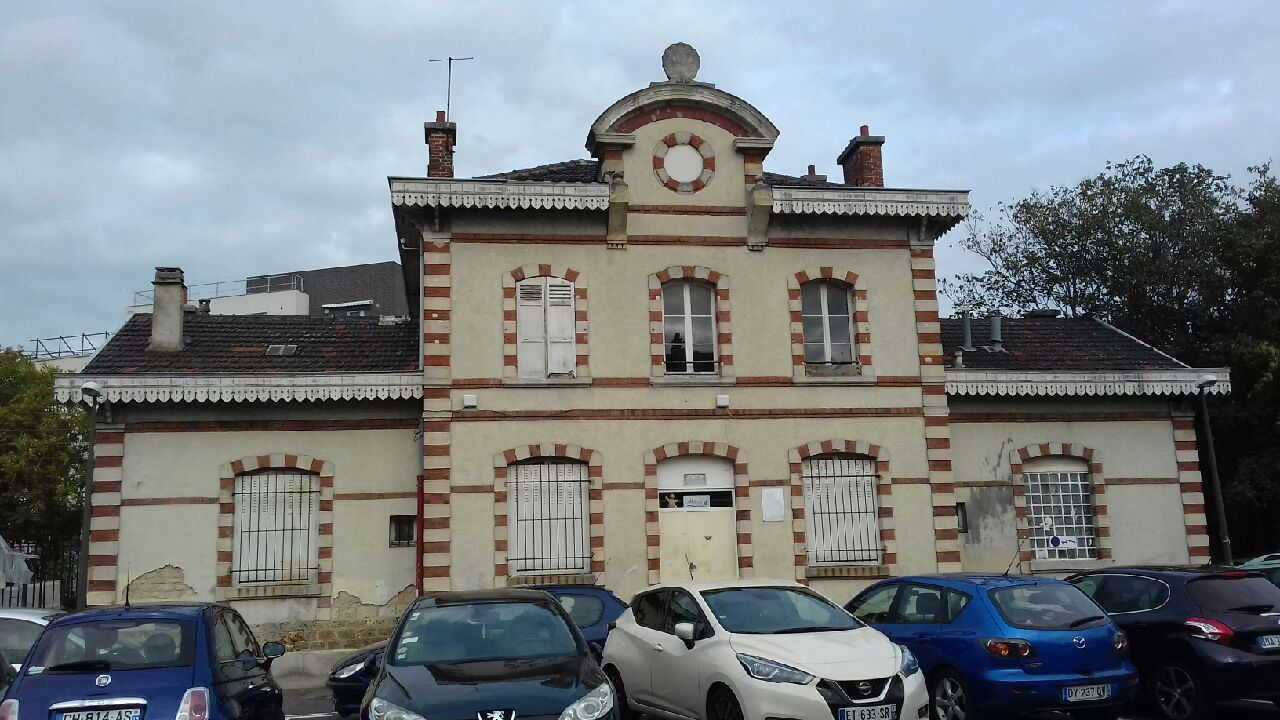
Côté rue.
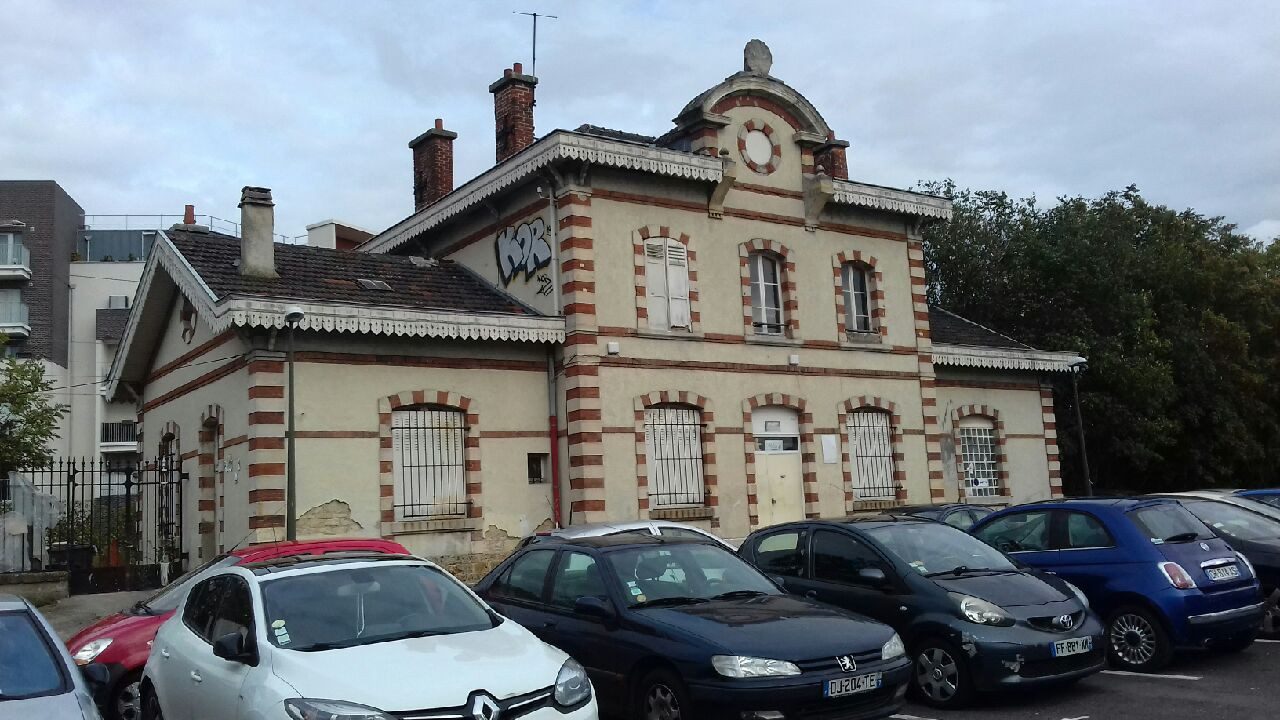
Côté rue.
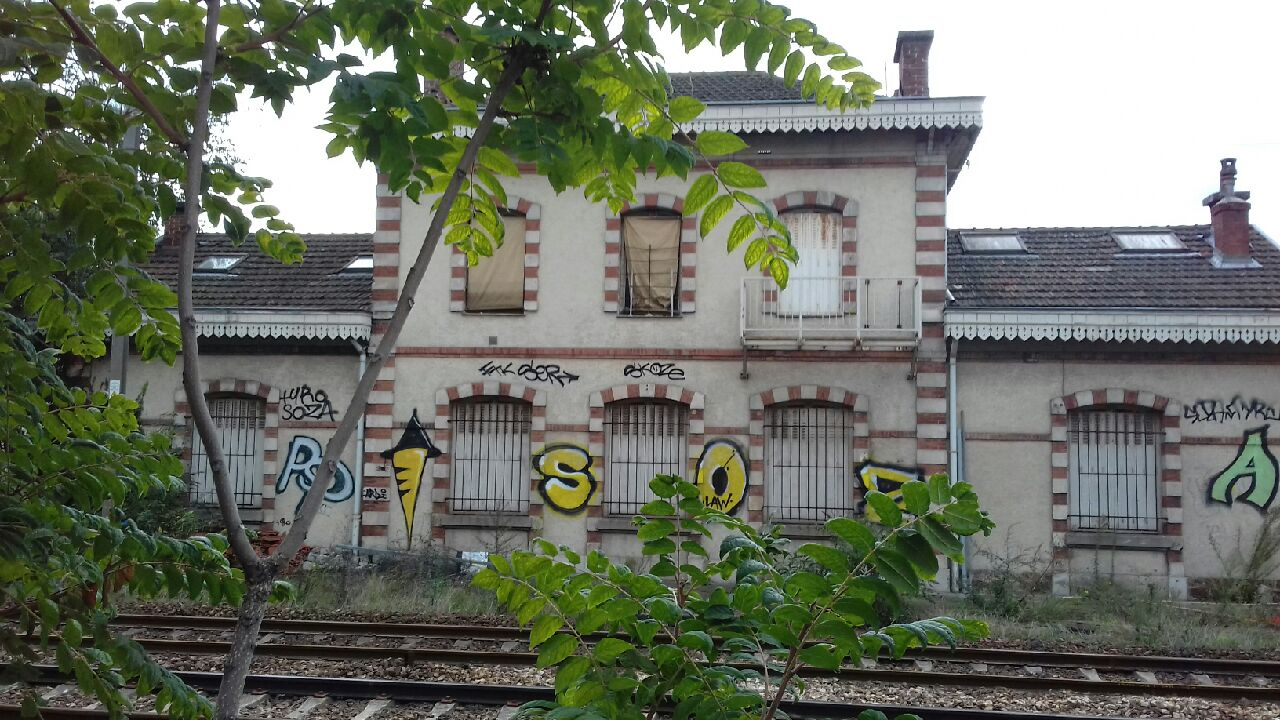
Côté voies.

## Projets
Une réouverture de la gare lors du prolongement de la ligne 11 du tramway d'Île-de-France est espérée à l'horizon 2032-2033.